# Alkahest
Alcaeste ou alcaesto (palavra criada originalmente escrita como alkahest) é um solvente universal hipotético que possui o poder de dissolver qualquer outra substância, incluindo o ouro. Foi muito procurado pelos alquimistas por sua potencialidade medicinal.

## Etmologia
Acredita-se que o nome foi inventado por Paracelsus (1493–1541), juntando palavras similares tiradas do árabe, como "alkali". A receita própria de Paracelsus era baseada em cal viva, álcool e carbonato de potássio. Ele acreditou que este elemento era, de fato, a pedra filosofal.

## Problemas com um "solvente universal"
Um problema potencial envolvendo o alkahest é que, se ele dissolve tudo, ele não pode ser colocado em um recipiente, pois também o dissolveria. Entretanto, o filósofo Pilalethe especifica que Alkahest dissolve apenas substâncias compostas em suas constituintes, ou seja, apenas elementos. Por exemplo, a água 
H2O teria que ser decomposta em 2 moléculas de hidrogênio e uma de oxigênio; um recipiente de ferro puro (
Fe2 normalmente) seria decomposto em apenas Ferro (Fe).
Nos tempos modernos, a água é muitas vezes chamada de solvente universal, pois pode dissolver uma grande variedade de substâncias graças à sua polaridade química.

## Sucessor de Paracelsus
Um grande alquimista posterior, chamado van Helmont, continuou de onde Paracelsus havia parado. Em seus principais textos, ele também deu atenção à transmutação de metais, à técnicas de separar as partes naturais puras das impuras e, com significância especial, a uma substância denominada licor alkahest, que ele aceitou como sendo um dos maiores segredos de Parcelsus e se referiu a tal como uma incorruptível água dissolvente que poderia reduzir qualquer corpo à sua matéria inicial.
Os textos de Van Helmont apontam para descrições medievais de uma substância denominada sal alkali. Esta aparenta ter sido uma solução de hidróxido de potássio em álcool, que reduz muitas substâncias. Helmont descreve um processo em que sua alkahest—este sal alkali—é aplicado a azeite. O resultado foi identificado como um óleo doce, que poderia ter sido o glicerol.

## Cultura popular
- Em Fullmetal Alchemist, na série de 2009 e no mangá de 2001, a Alkahestria é uma forma de alquimia utilizada pelos membros da nação inspirada na China, Xing, sendo voltada para o uso medicinal.